# ۱۹۱۸ (فیلم)
۱۹۱۸ فیلمی در ژانر جنگی است که در سال ۱۹۵۷ منتشر شد.